# Stenodrina agramma
Stenodrina agramma là một loài bướm đêm trong họ Noctuidae.